# Уилсон, Тони
То́ни Уи́лсон (англ. Anthony «Tony» Wilson) (20 февраля 1950 года — 10 августа 2007 года) — английский радио- и телеведущий.

## Биография
Уроженец Манчестера, Уилсон занимался активным продвижением сначала на британский, а затем и на международный музыкальный рынок таких групп из своего родного города, как Joy Division, New Order и The Happy Mondays. Первые записи этих групп, получивших впоследствии всемирную известность, выпускала звукозаписывающая компании Factory Records, созданная Уилсоном.
Кроме Factory Records, Уилсон также являлся совладельцем знаменитого манчестерского клуба Hacienda, на сцене которого выступали такие группы, как The Smiths, The Stone Roses и Oasis.
Деятельность Уилсона во многом сформировала культурный феномен Манчестера, как одного из крупнейших центров музыкальной жизни Великобритании 1980-х — 1990-х годов. О жизни Уилсона и окружающих его людей в 2002 году был снят художественный фильм «24 Hour Party People» (в российском прокате «Круглосуточные тусовщики»).

## Смерть
Уилсон скончался 10 августа 2007 года в возрасте 57 лет. Причиной смерти стал рак почки.

## Фильмография
- Круглосуточные тусовщики (2002)
- Контроль (2007)